# Дела Паммера и Альпенхофа
Pammer v. Karl Schlütter GmbH & Co. KG C-585/08 и Hotel Alpenhof v. Г-н Хеллер C-144/09 — это дела европейского частного права с 2010 года, касающиеся защиты прав потребителей и юрисдикции транснационального интернета и потребительских транзакций.

## Факты

### Судебное дело Паммера
Г-н Паммер, гражданин Австрии, заказал круиз из Италии на Дальний Восток в немецкой компании Karl Schlütter GmbH & Co. KG. Г-н Паммер забронировал билет через интернет за 8 510 евро. Когда он отправился в Триест на рейс, то оказалось что условия проживания были далеко не такими, как ему обещали. Вместо двухместной кабины, которую он заказал, была доступна только одноместная, а система вентиляции не работала. Вопреки сведениям на веб-сайте, на судне не было ни открытого бассейна, ни тренажерного зала, ни работающего телевидения, ни шезлонгов или кресел на палубе. В связи с этим г-н Паммер не претендовал на рейс. Морской перевозчик вернул только часть (3 216 евро) суммы, уплаченной за поездку.

### Судебное дело Альпенхофа
Г-н Хеллер, гражданин Германии, забронировал для нескольких человек номер в австрийском отеле Alpenhof GesmbH. После размещения он не оплатил счёт. Г-н Хеллер забронировал номер по электронной почте, связавшись с отелем. Адрес электронной почты доступен на веб-сайте Alpenhof GesmbH, с которым также можно связаться в Германии. Г-н Хеллер узнал об отеле и его предложениях через эту платформу.

## Процедурная история

### Судебное дело Паммера
Г-н Паммер подал иск в австрийский суд о выплате оставшейся суммы в размере 5 294 евро. Суд первой инстанции постановил, что он обладает как международной, так и территориальной юрисдикцией. Он постановил, что это был потребительский договор, и сайт был адаптирован для рынка Германии. Апелляционный суд решил, что он не обладает юрисдикцией, и отклонил иск. Г-н Паммер не согласился с этим решением и подал иск в Верховный суд Австрии. Верховный суд передал его в Европейский суд для вынесения предварительного решения.

### Судебное дело Альпенхофа
Отель Alpenhof GesmbH предъявил иск г-ну Хеллеру на сумму 5 248,30 евро за предоставление гостиничных услуг в австрийском суде. Ответчик возражал, что суд не обладает международной и территориальной юрисдикцией. Суд первой и второй инстанций последовал этому аргументу и отклонил иск. Затем истец подал апелляцию в Верховный суд Австрии по вопросам права. Верховный суд передал его в Европейский суд для вынесения предварительного решения.

### Вопросы в Европейский суд
1. Является ли «рейс грузовым судном» пакетным путешествием для целей пункта 3 статьи 15 Регламента (ЕС) № 44/2001 (Регламент Брюсселя I)? (Паммер)
2. Достаточно ли того факта, что веб-сайт стороны, с которой потребитель заключил договор, в интернете, чтобы обосновать вывод о том, что деятельность «направляется» в значении пункта 1 с) статьи 15 Регламента ( EC) № 44/2001? ' (Паммер и Альпенхоф)

## Решение суда

### Доводы сторон
Первый вопрос: По мнению г-на Паммера, правительства Австрии, Чехии, Италии, Люксембурга и Польши и Европейская комиссия, контракт на круиз, который включает проживание, поездку продолжительностью несколько дней и специальные услуги, подпадает под действие статьи 15 (3) Регламента № 44/2001. По этой причине поездка является туристическим договором, и г-н Паммер имеет права, предусмотренные статьями 16-17 Регламента № 44/2001.
Второй вопрос: По мнению г-на Паммера, г-на Хеллера правительства Австрии, Чехии, Италии и Польши и Комиссия указали, что цель статьи 15 (1) (c) Регламента № 44/2001 - защитить потребителей. Они претендуют на широкое толкование концепции деятельности, направленной на это государство-член.Отель Alpenhof и правительства Люксембурга, Нидерландов и Великобритании выступают против широкого толкования концепции руководства деятельностью.Комиссия также подчеркивает, что национальный суд должен решить с учетом всех обстоятельств отдельного дела, направляет ли предприятие свою деятельность в государство-член ЕС, в котором проживает потребитель. «Он утверждает, что, среди прочего, важное значение имеют следующие обстоятельства:
- вид осуществляемой коммерческой деятельности и внешний вид веб-сайта,
- предоставление телефонного номера с международным телефонным кодом,
- ссылку на планировщика маршрута и
- возможность выбора «посмотреть и забронировать», посредством чего можно узнать о наличии номеров в определенный период[1]».

### Заключение суда
Контракт, касающийся перевозки грузовым судном, как и контракт г-на Паммера, является контрактом туристического путешествия в значении Статьи 15 (3) Регламента (ЕС) № 44/2001, который дает потребителю возможности Статьи 16: 17 Регламент (ЕС) № 44/2001.Суд решил, что национальные суды должны решить, является ли веб-сайт «направленным» в значении пункта 1 с) статьи 15 Регламента (ЕС) № 44/2001 или нет. Существует также следующий список, который не является исчерпывающим, для интерпретации, если деятельность торговца направлена на государство-член, в котором проживает потребитель:
- а именно международный характер деятельности,
- упоминание маршрутов из других стран-участниц к месту нахождения трейдера,
- использование языка или валюты, отличных от языка или валюты, обычно используемых в государстве-члене, в котором находится торговец, с возможностью сделать и подтвердить бронирование на этом другом языке,
- упоминание телефонных номеров с международным кодом,
- затраты на интернет-справочную службу (например, Google), чтобы облегчить доступ к сайту трейдера или его посредника для потребителей, проживающих в других государствах-членах,
- использование доменного имени верхнего уровня, отличного от имени государства-члена, в котором зарегистрирован трейдер, и
- упоминание международной клиентуры, состоящей из клиентов, проживающих в различных государствах-членах. Национальные суды должны установить, существуют ли такие доказательства.

Следующие вещи не являются показаниями:
- чистая доступность веб-сайта трейдера или посредника в государстве-члене, в котором проживает потребитель
- упоминание адреса электронной почты и других контактных данных, или использования языка или валюты, которые являются языком и / или валютой, которые обычно используются в государстве-члене, в котором зарегистрирован трейдер[2].

## Значение
Фирмы (или лица), которые продают товары или услуги через интернет, должны решить, хотят ли они продавать только в государстве-члене, в котором они работают (живут), или в других странах. При продаже клиентам из иностранного государства-члена эти фирмы и лица должны будут учитывать решение Европейского суда.
Принимая во внимание это решение, фирмы должны осознавать возможность судебного разбирательства в стране заказчика.
Решение касается Регламента (ЕС) № 44/2001 (Брюссель I) и того, какой суд является компетентным. В соответствии с принципом правовой определенности в ЕС регламентов Рима I, Рима II и Брюсселя I толкуются единообразно. Это означает, что когда деятельность «направлена» в другую страну, применяются статьи о защите прав потребителей Рима I и Рима II.
Примечание: Регламент (ЕС) № 864/2007 от 11 июля 2007 г. применяется к внедоговорным обязательствам («Регламент Рима II»), а Регламент (ЕС) № 593/2008 от 17 июня 2008 г. применяется к договорным обязательствам («Римский регламент I», вместе с Регламентом Рима II, «Римские правила»).